# Рунья
Рунья́ (фр. Rougnat) — коммуна во Франции, находится в регионе Лимузен. Департамент коммуны — Крёз. Входит в состав кантона Озанс. Округ коммуны — Обюссон.
Код INSEE коммуны — 23164.

## Население
Население коммуны на 2010 год составляло 531 человек.
| 1962 | 1968 | 1975 | 1982 | 1990 | 1999 | 2010 |
| ---- | ---- | ---- | ---- | ---- | ---- | ---- |
| 896  | 856  | 764  | 676  | 631  | 541  | 531  |

## Экономика
В 2010 году среди 303 человек трудоспособного возраста (15—64 лет) 212 были экономически активными, 91 — неактивными (показатель активности — 70,0 %, в 1999 году было 70,1 %). Из 212 активных жителей работали 198 человек (115 мужчин и 83 женщины), безработных было 14 (6 мужчин и 8 женщин). Среди 91 неактивных 10 человек были учениками или студентами, 48 — пенсионерами, 33 были неактивными по другим причинам.